# David Albright

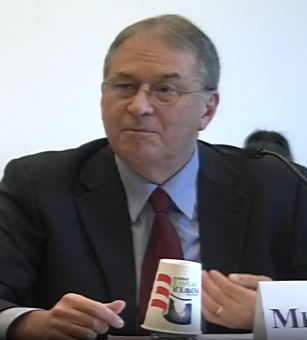
David Albright en 2014

David Albright (n. 1948) M.C., es el fundador del Instituto para la Ciencia y la Seguridad Internacional (Institute for Science and International Security, ISIS), su actual presidente y autor de varios libros sobre la proliferación de armas nucleares. Albright es portador de una Maestría en Ciencias en física, concedido por la Universidad de Indiana y de una Maestría en Ciencias en matemática, concedido por la Universidad Estatal de Wright (Wright State University). Enseñó física en la Universidad George Mason (George Mason University) en Virginia.
De 1992 a 1997, David Albright fue asociado al equipo de la acción del Organismo Internacional de Energía Atómica. En junio de 1996, fue invitado a ser el primer inspector no gubernamental del programa nuclear de Irak y preguntó a funcionarios iraquíes sobre el programa de enriquecimiento de uranio de ese país.
De 1990 a 2001, Albright era un miembro del Panel Consultivo de la Salud del estado de Colorado, participando en la evaluación de los efectos toxicológicos y radiológicos sobre la población cerca del sitio de producción de armas atómicas, Rocky Flats.